# Journal of Holistic Nursing
Journal of Holistic Nursing é uma revista de acesso aberto, publicada pela SAGE Publications. A revista publica artigos sobre a facilitação da integração das holísticas perspectivas com a medicina ocidental tradicional.